# 姜天波
姜天波（1967年6月—），男，汉族，河南南阳人，中华人民共和国政治人物。曾任中共重庆市綦江区委书记。

## 生平
1989年毕业于河南师范大学政治教育系，1989年7月参加工作。1992年取得中国政法大学法学专业法学硕士。1992年6月加入中国共产党。1992年7月进入国务院法制局工作；2009年12月，任国家工商总局反垄断与反不正当竞争执法局副局长。2012年3月，任中国消费者协会秘书长（2012年3月至2012年4月在国家行政学院厅局级班第18期学习）。2013年12月，任国家工商总局法规司司长（2015年9月至2016年1月在中央党校中青年干部培训一班学习）；
2016年9月，任重庆市綦江区区长；2021年3月，任中共綦江区委书记，直到2024年4月卸任，随即转任中共重庆市委政法委常务副书记。